# ジョン・ラッセル (第4代ベッドフォード公)
第4代ベッドフォード公爵ジョン・ラッセル（英: John Russell, 4th Duke of Bedford, KG, PC, FRS、1710年9月30日 - 1771年1月5日）は、イギリスの政治家、貴族、軍人。

## 経歴

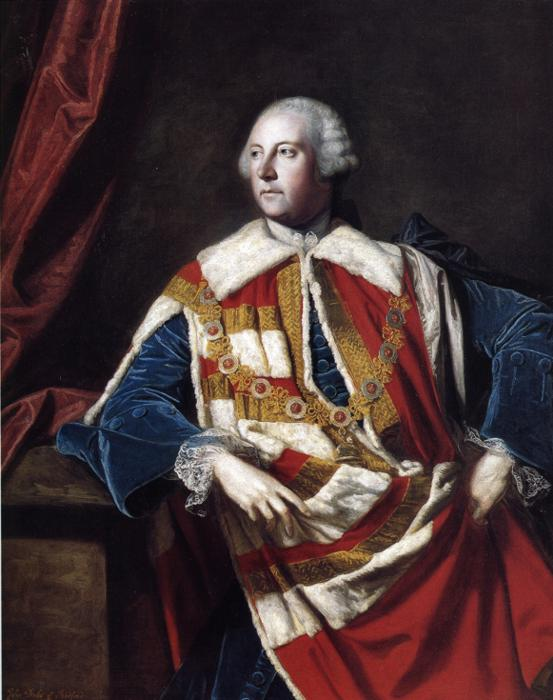
ジョシュア・レノルズ画の第4代ベッドフォード公

1710年9月30日、イングランド・サリー・ストリーサムに生まれる。父は第2代ベッドフォード公ライオセスリー・ラッセル、母はその妻エリザベス（旧姓ホウランド）。彼は夫妻の末子四男であり、長兄と次兄は早世、三兄が第3代ベッドフォード公となるライオセスリー・ラッセルだった。
家庭教育を受けた後、大陸へグランドツアーに出た。1732年10月23日に兄である3代ベッドフォード公が若くして死去したため、代わって彼が4代ベッドフォード公位を継承した。先代はギャンブル好きで25万ポンドも負けるという重荷を残していたが、4代公の努力によりベッドフォード公爵家は財産を順調に回復させていき、デヴォンシャー公爵、ノーサンバーランド公爵、ブリッジウォーター公爵とならぶ4大資産家の地位を取り戻している。
また貴族院議員としては初めカートレット卿が指導する反ウォルポール・ホイッグの党派に属した。1742年にウォルポール内閣が倒れ、カートレット卿が権力を握ったが、ベッドフォード公は政府のハノーファー優先策を批判した。
カータレット失脚後の1744年12月、ヘンリー・ペラム内閣の海軍大臣に就任した。さらに1748年2月には南部担当国務大臣 に転じる。しかし閣内でベッドフォード公は初代ニューカッスル公トマス・ペラム＝ホールズと対立を深めたため、1751年6月をもって内閣を追われた。
1756年12月から1761年にかけてアイルランド総督を務めた。
帰国後の1761年11月に第2次ニューカッスル公爵内閣の王璽尚書に就任し、続く第3代ビュート伯爵ジョン・ステュアート内閣でも留任。この際にはビュート伯の指示で七年戦争の講和のためにパリへ派遣されており、彼が交渉を行った結果、1762年11月にフォンテンブロー条約が締結されて七年戦争が終結している。続くジョージ・グレンヴィル内閣には枢密院議長に就任した。同内閣でベッドフォード公の派閥はアメリカ植民地やジョン・ウィルクスに対して強硬姿勢を取るべき事を訴えた。
植民地に対して温和な見解を有する大ピットとは意見が合わなかった。そのため大ピット内閣に対してはベッドフォード公派は野党の立場をとっていたが、1767年末には政権に参加している。これによって内閣は植民地に対して強硬になり、大ピットら対植民地穏健派は内閣を追われることとなった。
彼は陸軍軍人としてもキャリアを積んでおり、中将まで昇進している。
1771年1月5日、ロンドン・ブルームスベリー・ベッドフォード地所の屋敷において死去した。

## 栄典

### 爵位
- 1732年10月23日、第4代ベッドフォード公爵(1694年創設イングランド貴族爵位)
- 1732年10月23日、第4代タヴィストック侯爵(1694年創設イングランド貴族爵位)
- 1732年10月23日、第8代ベッドフォード伯爵(1550年創設イングランド貴族爵位)
- 1732年10月23日、第8代ラッセル男爵(1539年創設イングランド貴族爵位)
- 1732年10月23日、第6代ソーンホーのラッセル男爵(1603年創設イングランド貴族爵位)
- 1732年10月23日、第4代ストリーサムのホウランド男爵(1695年創設イングランド貴族爵位)[1]

### 勲章
- 1749年6月22日、ガーター勲章勲爵士(KG)[1]

### 名誉職その他
- 1739年、捨子養育院（英語版）初代総裁[10]
- 1742年3月11日、王立協会フェロー(FRS)
- 1744年12月27日、枢密顧問官(PC)
- 1751年4月13日-1771年、デヴォン知事（英語版）
- 1745年5月28日-1771年、ベッドフォードシャー知事（英語版）[1]
- 1765年-1771年、ダブリン大学学長（英語版）[11]

## 家族
1731年、第3代サンダーランド伯爵チャールズ・スペンサーの娘ダイアナ(1710-1735)と結婚し、彼女との間に長男ジョン(1732)を儲けたが、この長男は早世した。1735年にはダイアナと死別し、1737年に初代ゴア伯爵ジョン・ルーソン＝ゴアの娘ガートルード(1715-1794)と再婚。彼女との間に次男フランシス(1739-1767)と長女キャロライン(1743-1811)を儲ける。次男フランシスには先立たれ、5代ベッドフォード公の爵位はフランシスの長男フランシス(1765-1802)に受け継がれる。長女キャロラインは第4代マールバラ公爵ジョージ・スペンサーと結婚した。